# Diecéze Agats
Diecéze Agats je diecéze římskokatolické církve nacházející se v Indonésii.

## Území
Diecéze zahrnuje území provincie Papua.
Biskupský sídlem je město Agats, kde se také nachází hlavní chrám - Katedrála Svatého Kříže.
Rozděluje se do 12 farnosti, a to na 31 000 km². K roku 2015 měla 59 312 věřících, 14 diecézních kněží, 12 řeholních kněží, 1 trvalého jáhna, 16 řeholníků a 16 řeholnic.

## Historie
Diecéze byla založena 29. května 1969 bulou Prophetae vaticinium papeže Pavla VI., a to z části území arcidiecéze Merauke.

## Seznam biskupů
- Alphonsus Augustus Sowada, O.R.C. (1969-2001)
- Aloysius Murwito, O.F.M. (od 2002)